# Schoolziek
Van schoolziek of schoolmoe zijn spreekt men bij kinderen die geen zin hebben naar school te gaan. De symptomen kunnen breed zijn: grote moeite om op te staan voor school of om op tijd te gaan slapen, geen zin in huiswerk en studeren, ziekte voorwenden in de hoop thuisgehouden te worden. 

## Risicofactoren
Verschillende risicofactoren kunnen leiden tot schoolmoeheid bij kinderen en jongeren. Onder deze risicofactoren vallen geslacht en etnische achtergrond, waarbij jongens en jongeren van allochtone afkomst een groter risico hebben om hun studies voortijdig te beëindigen. Taalproblemen en sociaal-economische omstandigheden spelen hierbij een belangrijke rol. Gedragingen zoals criminaliteit, alcohol- en drugsgebruik kunnen ook bijdragen aan schooluitval, net als gezondheidsproblemen.
Het gezin waarin een kind opgroeit, speelt eveneens een cruciale rol bij schoolmoeheid. Kinderen uit eenoudergezinnen of gezinnen waarin ouders laaggeschoold zijn of weinig betrokken zijn bij het schoolleven hebben een groter risico op schooluitval. De verwachtingen van ouders kunnen ook van invloed zijn: te hoge verwachtingen kunnen stress veroorzaken, terwijl te lage verwachtingen kunnen leiden tot gebrek aan motivatie. Sociaal-economische achterstand van het gezin kan ook moeilijkheden veroorzaken, zoals beperkte ruimte om huiswerk te maken. Geweld binnen het gezin vormt eveneens een risicofactor voor schoolmoeheid.